# Adriana da Silva
Adriana Aparecida da Silva es una corredora de larga distancia brasileña que compite actualmente en maratones y medias maratones, representando a su país en campeonatos a nivel mundial, tanto en pista como en cross country. Ha ganado dos medallas de oro corriendo maratón en los Juegos Panamericanos de Guadalajara 2011 y Toronto 2015. Es miembro del Esporte Clube Pinheiros.

## Carrera

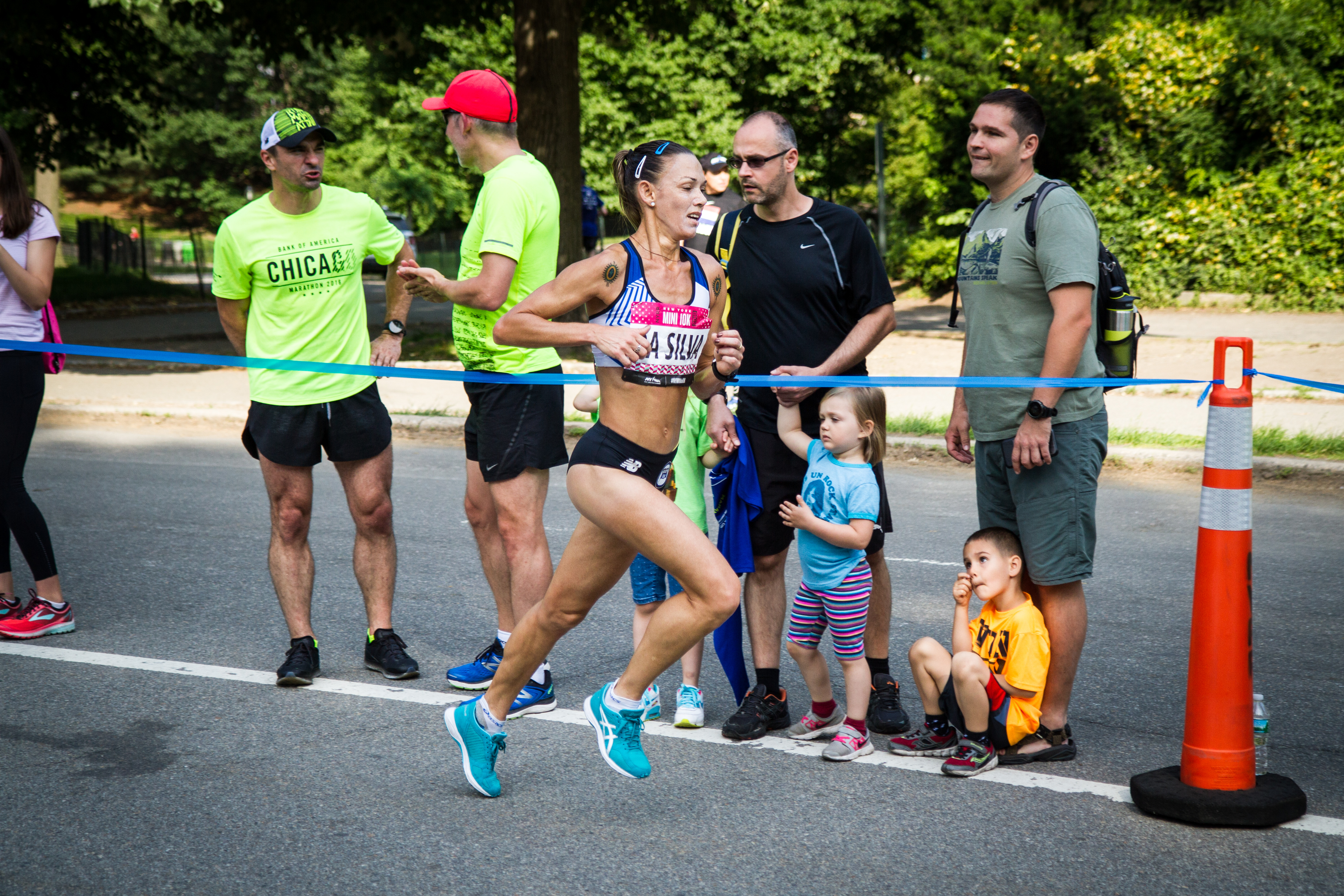
Adriana en 2018

Adriana da Silva nació en Cruzeiro, São Paulo en 1981. Representó a Brasil en la categoría de menores del Campeonato Mundial de Campo a Través durante los años 1998 y 2000. Después de haber obtenido el título nacional en media maratón, hizo su primera aparición en el escenario mundial durante el Campeonato Mundial de Media Maratón, realizado en Nueva Delhi en 2004, donde llegó a ocupar el 39.° lugar.
Después de un breve descanso en su carrera de atletismo, da Silva regresó a la actividad en 2008 y corrió representando a su país en el Campeonato Mundial de Campo a Través en Amán (Jordania), culminando la competencia en el 82.° lugar. Hizo su debut en maratón durante la Maratón de Santa Catarina en Florianópolis, ganando en su primer intento, con un tiempo de 2:41:30 horas. Fue seleccionada para integrar el equipo brasileño en el Campeonato Mundial de Atletismo de 2009, realizado en Berlín, lugar en donde mejoró su marca personal, acabando en el puesto 43.º de la carrera con 2:40:54.
En 2010, quedó en tercer lugar en la Maratón de São Paulo. En julio ganó la media maratón de Río de Janeiro, lo que le valió para clasificar al Campeonato Mundial de Media Maratón IAAF en Nanning, en donde logró ocupar el 25.º lugar en el ranking. En la Maratón de Berlín, que se efectuó en septiembre de 2010, tuvo una significativa mejora que le permitió colocarse en séptima ubicación, con un tiempo de 2:32:30.
En 2011, corrió en la Maratón de la ciudad de Viena, llegando en la sexta posición con un tiempo de 2:33:48. Más tarde en ese mismo año, ganó el título sudamericano en media maratón. En los Juegos Panamericanos de 2011 ascendió a la cumbre de la escena regional cuando  ganó la medalla de oro en maratón, obteniendo el tiempo de 2:36:37, un récord en dichos juegos a pesar de la altitud de Guadalajara (1598 m s. n. m.).
 En 2012, agregó otra marca personal en la Maratón de Tokio con 2:29:17, llegando novena en aquella oportunidad. En julio, compitió en los Juegos Olímpicos de Londres, acabando en el 47.º puesto, con un tiempo de 2:33:15.
En 2015, logró obtener la medalla de oro corriendo la maratón en los Juegos Panamericanos de Toronto (Canadá), después que la atleta peruana Gladys Tejeda perdiera su respectiva medalla dorada por dopaje. También rompió el récord de los Juegos Panamericanos con su tiempo de 2:35:40.
Actualmente es la corredora brasileña con mejor índice en el maratón para competir en los Juegos Olímpicos Río 2016, con 2:35:28, marca lograda en la Maratón de Nagoya (Japón) el 8 de marzo de 2015. El 17 de abril de 2016 mejoró este índice, corriendo la Maratón de Hamburgo con 2:31:23.
En 2019, solo participó en la Maratón de Hamburgo, ya que sufrió lesiones en el circuito preparatorio para obtener las clasificaciones a los Juegos Panamericanos de Lima, Perú. Se curó la lesión en el pie, pero todavía tenía dolor durante la competición en Hamburgo. Aunque logró completar la carrera, afirmó sentir dolores en la espalda y la cadera, lo que la llevó a ser atendida por paramédicos. Se dedicaría a recuperarse de sus lesiones en los siguientes meses, afirmando que aún intentaría clasificarse para los Juegos Olímpicos de verano de 2020, celebrados en Tokio en 2021, que serían sus últimos Juegos Olímpicos antes de su retiro. En 2020, solo estuvo en el Maratón de Valencia, pero en 2021 compitió en Río de Janeiro, São Paulo, Santos y el Maratón de Milán, en Italia  En 2022 corrió una media maratón en São Paulo y estuvo en la Maratón de Sevilla en España. En 2023, corrió una media maratón en São Paulo.

## Récords personales
- 5000 m: 16:12.88 - São Paulo , 8 de junio de 2013.[14]
- 10 000 m: 33:21.59 - São Paulo , 6 de junio de 2013.[3]
- Media maratón: 1:13:16 - Buenos Aires , 11 de septiembre de 2011.[3]
- Maratón: 2:29:17 - Tokio , 26 de febrero de 2012.[3]

## Participaciones destacadas
| Año                                      | Competición                                        | Ciudad         | País           | Posición      | Prueba              | Notas        | Ref.          |
| ---------------------------------------- | -------------------------------------------------- | -------------- | -------------- | ------------- | ------------------- | ------------ | ------------- |
| 1996                                     | Campeonato Sudamericano de Atletismo Sub-18        | Asunción       | Paraguay       | 4.ª           | 300 m vallas        | 44,43        |               |
| 1996                                     | Campeonato Sudamericano de Atletismo Sub-18        | Asunción       | Paraguay       | Oro           | Relevo de 4 × 400 m | 3:49,67      |               |
| 1998                                     | Campeonato Sudamericano de Cross Country - Menores | Artur Nogueira | Brasil         | 7.ª           | 6 km                | 24:37        | [ 2 ]         |
| 2000                                     | Campeonato Sudamericano de Cross Country - Menores | Cartagena      | Colombia       | 4.ª           | 6 km                | 23:11        | [ 2 ]         |
| 2004                                     | Campeonato Mundial de Media Maratón                | Nueva Delhi    | India          | 39.ª          | Media maratón       | 1:19:49      | [ 3 ]         |
| 2009                                     |                                                    |                |                |               |                     |              |               |
| Campeonato Mundial de Atletismo          | Berlín                                             | Alemania       | 42.ª           | Maratón       | 2:40:54             | [ 3 ]        |               |
| 2010                                     | Campeonato Mundial de Media Maratón                | Nanning        | China          | 25.ª          | Media maratón       | 1:14:24      | [ 3 ]         |
| 2010                                     | Maratón de Berlín                                  | Berlín         | Alemania       | 7.ª           | Maratón             | 2:32:30      | [ 3 ]         |
| 2011                                     |                                                    |                |                |               |                     |              |               |
| Campeonato Sudamericano de Media Maratón | Buenos Aires                                       | Argentina      | Oro            | Media maratón | 1:13:16             | [ 3 ] [ 15 ] |               |
| Juegos Panamericanos                     | Guadalajara                                        | México         | Oro            | Maratón       | 2:36:37             | [ 15 ]       |               |
| 2012                                     | Juegos Olímpicos                                   | Londres        | Reino Unido    | 47.ª          | Maratón             | 2:33:15      | [ 3 ] [ 1 ]   |
| 2012                                     | Campeonato Sudamericano de Media Maratón           | Asunción       | Paraguay       | Oro           | Media maratón       | 1:17:50      | [ 15 ]        |
| 2013                                     | Campeonato Sudamericano de Atletismo               | Cartagena      | Colombia       | 8.ª           | 10 000 m            | 36:19.4      | [ 15 ]        |
| 2014                                     | Juegos Suramericanos                               | Santiago       | Chile          | 7.ª           | 5000 m              | 17:20.9      | [ 15 ]        |
| 2014                                     | Juegos Suramericanos                               | Santiago       | Chile          | 8.ª           | 10 000 m            | 36:19.4      | [ 15 ]        |
| 2015                                     | Juegos Panamericanos                               | Toronto        | Canadá         | Oro           | Maratón             | 2:35:40      | [ 10 ]        |
| 2015                                     | Maratón de Nagoya                                  | Nagoya         | Japón          | 20.ª          | Maratón             | 2:35:28      | [ 16 ] [ 17 ] |
| 2016                                     | Media maratón internacional de Sao Paulo           | Sao Paulo      | Brasil         | 4.ª           | Media maratón       | 1:20:02      | [ 18 ]        |
| 2016                                     | Maratón de Hamburgo                                | Hamburgo       | Alemania       | 8.ª           | Maratón             | 2:31:23      | [ 19 ]        |
| 2017                                     | Media maratón internacional de Sao Paulo           | Sao Paulo      | Brasil         | 4.ª           | Media maratón       | 1:17:10      | [ 20 ]        |
| 2017                                     | Maratón de Hamburgo                                | Hamburgo       | Alemania       | 6.ª           | Maratón             | 2:35:44      | [ 21 ]        |
| 2018                                     | Maratón de Nueva York                              | Nueva York     | Estados Unidos | 22.ª          | Maratón             | 2:41:00      | [ 22 ]        |
| 2019                                     | Rock 'n' Roll Half Marathon                        | Nueva Orleans  | Estados Unidos | 4.ª           | Media maratón       | 1:17:53      | [ 23 ]        |
| 2019                                     | Maratón de Hamburgo                                | Hamburgo       | Alemania       | 24.ª          | Maratón             | 2:42:44      | [ 24 ]        |
| 2020                                     | Maratón de Valencia                                | Valencia       | España         | 46.ª          | Maratón             | 3:05:56      | [ 25 ]        |
| 2021                                     | Maratón de Milán                                   | Milán          | Italia         | 26.ª          | Maratón             | 2:52:06      | [ 25 ]        |
| 2021                                     | Campeonato brasileño                               | São Paulo      | Brasil         | 12.ª          | 10 000 m            | 37:34.03     | [ 26 ]        |
| 2021                                     | Media Maratón Internacional de Río de Janeiro      | Río de Janeiro | Brasil         | 7.ª           | Media maratón       | 1:22:49      | [ 26 ]        |